# 3022
3022 ist ein US-amerikanischer Science-Fiction-Film aus dem Jahr 2019.

## Handlung
Die Raumstation Pangea ist seit Jahren zwischen Erde und Jupiter stationiert und Lethargie macht sich unter den wenigen Besatzungsmitgliedern breit. Nach einer Erschütterung kommt es zu einer monatelangen Funkstille zur Erde. Erst spät erfahren die Mitglieder, dass die Erde untergegangen ist. Als letzte Überlebende der Menschheit versuchen sie zur Jupiter-Station zu gelangen. Sie bergen jedoch einen Raumgleiter mit drei Passagieren. Es kommt zu tödlichen Konflikten, da Nahrung und Sauerstoff nicht mehr für alle ausreichen. Kapitän John Laine sieht sich als letzten Überlebenden. Bei einem Besuch der Raumstation entdeckt er seine Freundin Jackie als weitere Überlebende.

## Rezeption
The Hollywood Reporter meint: „Angesichts der offensichtlichen Budgetbeschränkungen überzeugen die Spezialeffekte und die physikalischen Aspekte der Produktion.“
Das Lexikon des internationalen Films vergibt zwei von fünf möglichen Sternen. Es resümiert, dass der Film „im Rahmen seiner Möglichkeiten einige Spannung erzeugt, allerdings auch viel erzählerischen Leerlauf produziert und formale Mätzchen aufweist.“
Der Film wurde bei Rotten Tomatoes mit 53 Prozent bewertet, bei IMDb erhielt er 4,5 von 10 Punkten.